# D CIDE TRAUMEREI
『D_CIDE TRAUMEREI』（ディーサイドトロイメライ）は、サムザップ・ドリコム・ブシロードによるメディアミックス作品。略称は『トロメラ』。
2021年7月から10月にかけてテレビアニメが放送。ゲーム版は同年9月30日よりスマートフォンアプリが、2022年1月19日よりブラウザゲーム版（DMM GAMES）が順次サービスを開始。
2022年10月28日をもってゲーム版のサービスを終了した。

## あらすじ
「ウィアード」と呼ばれる、現実世界に侵食している悪夢を打ち砕く物語。由良島、そこの海ではまだ手に付けず残されている雄大な自然が存在した。海神学園（わだつみがくえん）へと通う高校生・古堅蘭堂は学園生活を送る中で、凄惨で異常な変死事件へと巻き込まれてしまうことになり、蘭堂は「ノッカーアップ」と呼ばれる夢と現実の世界を行き交う者に選ばれ、永久に醒めない悪夢に立ち向かうことになる。

## 登場人物
古堅 蘭堂（ふるかた らんどう）
声 - 菅沼久義
ゲーム版の主人公。由良島在住の高校2年生。性格は気弱かつ臆病だが、絵を描くことを特技としている。
えると出会ったことを機にノッカーアップへと覚醒してウィアードとの戦闘に巻き込まれることになる。
天海 える（あまみ える）
声 - 佐倉薫
高校2年生で、海神学園へと転校した。ノッカーアップとして戦闘に入り、それについてはクールでクレバーでもある。
大寝屋 周一（おおねや しゅういち）
声 - 神谷浩史
高校2年生。蘭堂とは幼馴染に当たる。由良島にある大企業「大寝屋グループ」の御曹司を務めている。
文武両道に優れており、性格は冷静沈着であるものの、蘭堂の事になれば見境がなくなることが玉に瑕でもある。
橙田 ありや（とうだ ありや）
声 - 紡木吏佐
高校2年生で、アイドル少女。同じく蘭堂とは幼馴染に当たる。良い運動神経かつダンスを特技としている。
神社が実家で、退魔の力を手に持った巫女として育ったことから強い霊感を持つ。
三浦 無弦（みうら むげん）
声 - 中村悠一
海神学園で美術教師を務める男性で、ルックスと佇まいより女子生徒からは人気でもある。
実際は熱心であり、生徒たちについては大切に思っている。
七瀬 茉莉亜（ななせ まりあ）
声 - 相羽あいな
海神学園の国語教師を務める女性。雰囲気は落ち着いており、優しく笑顔で、男子生徒たちからは人気でもある。
罪に対しては異常であるほどの拒絶感を抱いていることから、それを犯した者については容赦がない。
宇佐美 花菜（うさみ はな）
声 - 相沢舞
国立天文台でエンジニアを務める女性。資格として第一級陸上無線技術士を持ち、天才的エンジニアの一人でもある。
可愛い少女に対しては目がないほか、見つけた時は人目をはばかることなく抱き着くといった習性もある。
栄多 凌久（えだ りく）
声 - 杉田智和
由良島で診療所を経営する医師で、海神学園では保険医も務めている。
東洋医学に秀でていることもあり、特技としては不調を正す施術がある一方、隙があれば会話する時に下ネタを掘り込む変態なところも見られる。
戸増 まろん（とます まろん）
声 - 三上枝織
由良島在住で、新米警察官を務める女性。趣味はオカルト話で「だぜぃ」と独特に喋る。
樹理とバディを組み、彼女を先輩と呼んで尊敬する。
範野 樹理（はんの じゅり）
声 - 小林ゆう
本土から来た敏腕警察官を務める女性。格闘術および拳銃の扱いについても秀でている。
良家育ちであることから性格は丁寧かつ落ちているが、キレてしまうと広島弁となって鬼のように荒々しく見せることもある。
柵頼 葉月（さくらい はづき）
声 - 大空直美
小学生の少女。純真かつや優しい心を持っている。
ぽん太というぬいぐるみを家族と思い、2人とは会話することができるとしている。
プロレスが好きであり、プロレスラーであるアンドレザ・ジャイアントベアーをお気に入りにしている。
猿場 瑛士（さるば えいじ）
声 - 中井和哉
由良島でバーを経営する謎の男性。クールかつダンディな佇まいより女性客からは人気でもある。
経歴は不詳であるが、身寄りのない葉月を娘同然であるとして養っている。
針尾 凛（はりお りん）
声 - 美波わかな
由良島在住の中学生で、夢見がちな少女。運命の王子がいつか現れると思う。
とある日に蘭堂とぶつかり、それをきっかけとして運命の相手と思い込んでおり、勝手に脳内恋愛を発展させることになる。
織田 龍平（おだ りゅうへい）
声 - 阿座上洋平
アニメ版の主人公。東京都の高校2年生。性格は明るくて能元気かつ素直。
強い正義感を持ち、考えることよりも体が先に動く性格でもある。ウィアードが出たことを聞いた時は危険を顧みずに向かおうとする。
毛利 玲菜（もうり れな）
声 - 伊藤彩沙
同じく東京都の高校2年生。ギャルでもあり、若者が使用する人気SNS「キャワスタ」で数万人のフォロワーを誇ったインフルエンサーの一人。
伊吹咲 愛莉（いぶさき えり）
声 - 高野麻里佳
同じく東京都の高校2年生。真面目で成績優秀の優等生であるが、笑うことがあまりなく、普段から外側より皆の議論を聞くことにしている。
父は警視庁幹部。
伏辺 或斗（ふしべ あると）
声 - 堀江瞬
小学生。東京都出身。特技はゲームで、出場したeスポーツ大会では賞金を獲得した。
母が病気を抱えており、母の代わりとして家事全般をこなしていたことから年齢の割に大人びて、生意気なところもある。
ジェシカ・クレイボーン
声 - 悠木碧
謎の多い少女。アメリカ出身。小学生くらいの見え目だが、実年齢は大人であるとしている。
元アメリカ陸軍所属であったことを自称し、普段から冷静に作戦に遂行している。
湊 亞希（みなと あき）
声 - 井上麻里奈
高校2年生。海神学園のクラス委員長。蘭堂とは幼馴染に当たる。
クラス委員長として、周囲からの信頼が厚く、異性からも高い人気でもある。
トリス
声 - もものはるな
謎の生物。ノッカーアップの能力を蘭堂らに授けた。

## 楽曲
プロジェクトテーマソング「獣の理」は、東京事変による楽曲で、作詞を椎名林檎、作曲を亀田誠治、編曲を東京事変が手掛けている。この楽曲はテレビアニメでもオープニングテーマとして使用される。
ゲーム挿入歌として東京事変による下記の既存曲が使用される。全曲の作詞は椎名林檎、編曲は東京事変による。
- 「群青日和」（作曲 - H是都M）[1]
- 「キラーチューン」（作曲 - 伊澤一葉）[1]
- 「透明人間」（作曲 - 亀田誠治）[1]
- 「閃光少女」（作曲 - 亀田誠治）[1]
- 「空が鳴っている」（作曲 - 亀田誠治）[1]
- 「落日」（作曲 - 椎名林檎）[1]
- 「修羅場」（作曲 - 椎名林檎）[1]

## テレビアニメ
2021年7月から10月までTOKYO MXほかにて『D_CIDE TRAUMEREI THE ANIMATION』のタイトルで放送された。東京都の渋谷を舞台とし、織田龍平（声 - 阿座上洋平）を中心としたストーリーが描かれる。

### あらすじ（アニメ）
キックボクシングに熱中する高校生・織田龍平はある夜、謎の生き物トリスに咬まれたあと、怪物に襲われる夢を見る。夜の渋谷に出かけた龍平は夢に出てきた怪物に遭遇。そこへあらわれた或人とジェシカにうながされ、龍平は「ノッカーアップ」に変身し、怪物を倒す。怪物「デザリア」と兄の死に関連があると知った龍平はノッカーアップの仲間たちと「ウィアード」との戦いに身を投じる。

### スタッフ
- 原作 - サムザップ[7]、ブシロード[7]、ドリコム[7]
- ストーリー原案 - 里見直[7]
- 監督 - 今義和[7]
- アドバイザー - 森川滋[7]
- シリーズ構成 - 大野木寛[7]
- キャラクターデザイン原案 - ブラストレイン[7]
- CGスーパーバイザー - 石川真平
- アニメーションキャラクターデザイン - 茶之原拓也、Shin Joseph
- 美術監督 - 渡邉伸
- 色彩設計 - 松山愛子
- 撮影監督 - 奥村大輔
- 編集 - 榎田美咲
- 音楽 - 田中公平[7]
- 音響監督 - 亀山俊樹[7]
- 音響制作 - ビットグルーヴプロモーション[7]
- プロデューサー - 中山雅弘、高垣佳晃、嵯峨隼人、田淵裕基
- アニメーション制作統括 - 松浦裕暁[7]
- 制作プロデューサー - 保住昇汰
- アニメーション制作 - サンジゲン[7]
- 製作 - DCTM製作委員会[7]

### 主題歌
「獣の理」
東京事変によるオープニングテーマ。作詞は椎名林檎、作曲は亀田誠治、編曲は東京事変。
「BLACK LOTUS」
燐舞曲によるエンディングテーマ。作詞はeMPIRE SOUND SYSTeMS、作曲・編曲はSho from MY FIRST STORY。

### 各話リスト
| 話数 | サブタイトル     | シナリオ   | 絵コンテ       | 演出       | 作画監督             | 初放送日       |
| ---- | ---------------- | ---------- | -------------- | ---------- | -------------------- | -------------- |
| #1   | 覚醒             | 大野木寛   | 今義和         | 矢野勇也   | 依田祐輔             | 2021年 7月10日 |
| #2   | 繭糸             | 鈴木洋介   | 石黒達也       | 奥川尚弥   | 依田祐輔 前田亜紀    | 7月17日        |
| #3   | フェイクフレンド | 大野木寛   | 増田敏彦       | 大森大地   | 依田祐輔 前田亜紀    | 7月24日        |
| #4   | 無頼             | 大野木寛   | まつぞのひろし | 志賀健太郎 | 依田祐輔 前田亜紀    | 7月31日        |
| #5   | 擅断             | 森田繁     | 森川滋         | 矢野勇也   | 依田祐輔             | 8月7日         |
| #6   | カズハ           | 森田繁     | 渡部高志       | 奥川尚弥   | 依田祐輔             | 8月14日        |
| #7   | 島と都           | 大野木寛   | 杉島邦久       | 大森大地   | 前田亜紀             | 8月21日        |
| #8   | 匣の中           | 大野木寛   | 森川滋         | 志賀健太郎 | 前田亜紀             | 8月28日        |
| #9   | 時を止める男     | 森田繁     | 坂田純一       | 鈴木大介   | Shin Joseph 大峰誠也 | 9月4日         |
| #10  | 夢を見させて     | 後藤みどり | 増田敏彦       | 矢野勇也   | 依田祐輔             | 9月11日        |
| #11  | 追想             | 森田繁     | 杉島邦久       | 奥川尚弥   | 前田亜紀 Shin Joseph | 9月18日        |
| #12  | 貫く思い         | 大野木寛   | 増田敏彦       | 大森大地   | Shin Joseph          | 9月25日        |
| #13  | 暁光             | 大野木寛   | 今義和         | 矢野勇也   | 前田亜紀             | 10月2日        |

### 放送局
| 放送期間                             | 放送時間                                                 | 放送局       | 対象地域       | 備考                                 |
| ------------------------------------ | -------------------------------------------------------- | ------------ | -------------- | ------------------------------------ |
| 2021年7月10日 - 10月2日              | 土曜 22:30 - 23:00                                       | TOKYO MX     | 東京都         |                                      |
|                                      |                                                          | サンテレビ   | 兵庫県         |                                      |
|                                      | 土曜 23:30 - 日曜 0:00                                   | KBS京都      | 京都府         |                                      |
| 2021年7月11日 - 10月3日              | 日曜 0:30 - 1:00（土曜深夜）                             | BS日テレ     | 日本全域       | BS放送 / 「アニメにむちゅ〜」枠      |
| 2021年7月12日 - 10月4日              | 月曜 1:05 - 1:35（日曜深夜）                             | テレビ愛知   | 愛知県         |                                      |
|                                      | 月曜 1:30 - 2:00（日曜深夜）                             | 北陸朝日放送 | 石川県         |                                      |
| 2021年7月13日 - 10月5日              | 火曜 1:20 - 1:50（月曜深夜）                             | 北海道テレビ | 北海道         |                                      |
|                                      |                                                          | 長野朝日放送 | 長野県         |                                      |
|                                      | 火曜 22:00 - 22:30                                       | AT-X         | 日本全域       | CS放送 / 字幕放送 / リピート放送あり |
| 2021年7月14日 - 10月6日              | 水曜 1:25 - 1:55（火曜深夜）                             | 静岡放送     | 静岡県         | 「アニメ6区」枠                      |
|                                      | 水曜 1:30 - 2:00（火曜深夜）                             | 瀬戸内海放送 | 香川県・岡山県 |                                      |
| 2021年7月14日2021年7月23日 - 10月8日 | 水曜 1:31 - 2:01（火曜深夜）金曜 1:31 - 2:01（木曜深夜） | 東日本放送   | 宮城県         |                                      |
| 2021年7月15日 - 10月7日              | 木曜 1:18 - 1:48（水曜深夜）                             | 長崎文化放送 | 長崎県         | 「あに。」枠                         |
| 2021年7月15日2021年7月23日 - 10月8日 | 木曜 1:45 - 2:15（水曜深夜）金曜 1:45 - 2:15（木曜深夜） | 新潟テレビ21 | 新潟県         |                                      |
| 2021年7月17日 - 10月9日              | 土曜 1:55 - 2:25（金曜深夜）                             | RKB毎日放送  | 福岡県         |                                      |
| 2021年7月21日 - 10月13日             | 水曜 2:00 - 2:30（火曜深夜）                             | テレビ新広島 | 広島県         |                                      |

インターネットではABEMA、Amazon Prime Video、dアニメストア（本店・ニコニコ支店・for Prime Video）、FOD、GYAO!、J:COMオンデマンド、milplus、U-NEXT、アニメ放題、TSUTAYA TV、ニコニコチャンネル、バンダイチャンネル、ひかりTV、Google Play、HAPPY!動画、Rakuten TV、VIDEX、ビデオマーケット、DMM.com、GYAO!ストア、music.jp、ムービーフルPlusにて、2021年7月10日23時以降に順次配信開始。

### BD
| 巻 | 発売日        | 収録話          | 規格品番   |
| -- | ------------- | --------------- | ---------- |
| 1  | 2021年12月1日 | 第1話 - 第4話   | BRXM-10004 |
| 2  | 2022年1月12日 | 第5話 - 第7話   | BRXM-10005 |
| 3  | 2022年2月9日  | 第8話 - 第10話  | BRXM-10006 |
| 4  | 2022年3月2日  | 第11話 - 第13話 | BRXM-10007 |